# Río Clariano
El río Clariano es un río del este de la península ibérica que discurre por el Valle de Albaida, al sur de la provincia de Valencia (España). 

## Curso
Se forma en el valle de Agres y Bocairente. Desciende hasta el Pou Clar, un lugar de apreciado valor lúdico en el término municipal de Onteniente para seguidamente atravesarlo y dirigirse a Ayelo de Malferit, Ollería y Montaberner donde confluye con el río Albaida (afluente del Júcar), perdiendo el nombre y pasándose a llamar hasta su desembocadura río Albaida.
No es un río muy caudaloso, aunque ha sufrido algunos desbordamientos. Como el que en 2019 destruyó un puente del siglo XVI.
Aparece descrito en el sexto volumen del Diccionario geográfico-estadístico-histórico de España y sus posesiones de Ultramar de Pascual Madoz con las siguientes palabras:

CLARIANO: r. de la prov. de Valencia, part. jud. de Onteniente. Tiene su origen en el valle de Agres y térm. de Bocairente, en donde se reunen las vertientes meridionales de la sierra de Argullent, las setentrionales de Mariola y Agres, y las que se hallan entre Bocairente y Collado de San Antonio donde brotan algunas fuentes; y todas estas aguas que acuden por tan diferentes rumbos, se juntan en el barranco de la Adern, cuyo cáuce profundo y tortuoso cruza la citada sierra de Agullent de S. á N., dejando con frecuencia muros escarpados y altos hasta las inmediaciones del pantano. Si se esceptuan los tiempos de lluvias y tempestades son pocas las aguas del barranco, y cuasi todas entran en el canal de riego contiguo al pantano, dejando al r. poco menos que seco; pero á unos 1,000 pasos de aquel sitio se halla en el mismo cáuce un ojo llamado Pu-clar (pozo claro), por donde brota tal cantidad de agua, que despues de suministrar la suficiente á un ancho canal de riego, llamado la Arcada (V.), da nuevo ser al r., que continúa su curso hácia el N. hasta mas allá de Onteniente, cuya v. deja á la der., donde tuerce al E. pasando por las inmediaciones de Ayelo de Malferit y la Olleria, hasta que confluye en el r. Albayda, cerca de Montaverner. Son tan cristalinas las aguas del pozo que acercándose á su boca se ven nadar grandes peces á una profundidad considerable; y salen aquellas con tal fuerza, que ni los cantos ni los escombros que bajan en las avenidas ó riadas han podido jamas obstruir la boca del pozo: este dió el nombre de Clariano al r., conocido despues con los de Onteniente y Ayelo, cuyos térm. fertiliza, dando tambien impulso á varios batantes, molinos de papel y harineros.
(Madoz, 1847, p. 476)